# ماماگاما
ماماگاما (به انگلیسی: Mamagama) گروه موسیقی آذربایجانی است.
آن‌ها نماینده جمهوری آذربایجان در یوروویژن ۲۰۲۵ هستند.